# Дукархой
Дукархой (чечен. Дукъа) — покинутый аул в Шаройском районе Чеченской Республики.

## География
Расположен на левом берегу реки Шароаргун, к юго-западу от районного центра Химой.
Ближайшие населённые пункты и развалины бывших аулов: на северо-западе — село Шикарой, на северо-востоке — бывшие аулы Говолдой, Чехилдой и село Шарой, на юго-западе — село Кесалой, на юго-востоке — бывшие аулы Барчи-Колешка и Нижний Хошелдой, на востоке — бывший аул Ачилда.